# Adrian Meronk
Adrian Meronk (Amburgo, 31 maggio 1993) è un golfista polacco.
Professionista dal 2016, gioca all'interno dell'European Tour in cui ha vinto cinque tornei del circuito, in particolare nel 2023 è arrivato primo nell'Italian Open grazie a 271 colpi, con un punteggio di 13 sotto il par e due colpi di differenza con il francese Romain Langasque.

## Biografia
Meronk è nato ad Amburgo, in Germania, e all'età di due anni la sua famiglia è tornata in Polonia. Si stabilirono a Pniewy, vicino a Poznań, e vissero lì per dieci anni. Ha frequentato il liceo a Breslavia, prima di trasferirsi negli Stati Uniti per studiare.

## Vittorie professionali (5)

### European Tour vittorie (5)
| Legenda                 |
| Tornei Major (0)        |
| Tornei Rolex Series (0) |
| Altri European Tour (5) |

| No. | Data              | Torneo             | Punteggio di vittoria | To par | Margine | Secondo                    |
| --- | ----------------- | ------------------ | --------------------- | ------ | ------- | -------------------------- |
| 1   | 15 settembre 2019 | Open de Portugal   | (67-72-68-66=273      | −15    | 2 colpi | Sebastian Garcia Rodriguez |
| 2   | 3 luglio 2022     | Horizon Irish Open | 67-67-68-66=268       | −20    | 3 colpi | Ryan Fox                   |
| 3   | 4 dicembre 2022   | Australian Open    | 73-66-63-66=268       | -14    | 5 colpi | Adam Scott                 |
| 4   | 7 maggio 2023     | Italian Open       | 68-68-66-69=27        | −13    | 1 colpo | Romain Langasque           |
| 5   | 22 ottobre 2023   | Andalucía Masters  | 72-68-66-66=272       | −16    | 1 colpo | Matti Schmid               |